# Клан Манро

Емблема (гребінь, хрест) клану Манро.

Герб вождів клану Манро.

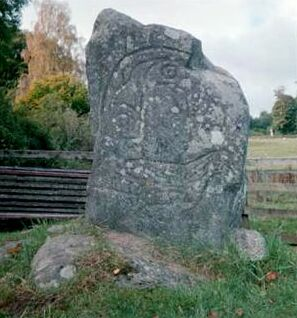
Клах ан Тіопайн — Камінь Орла. Піктський камінь, який клан Манро вважає пам'ятником всім загиблим в битвах людям з клану Манро.

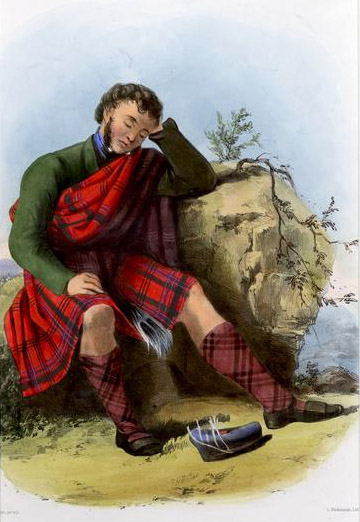
Чоловік з клану Манро у традиційному одязі. Малюнок художника Р. Р. МакЯна. 1845 рік.

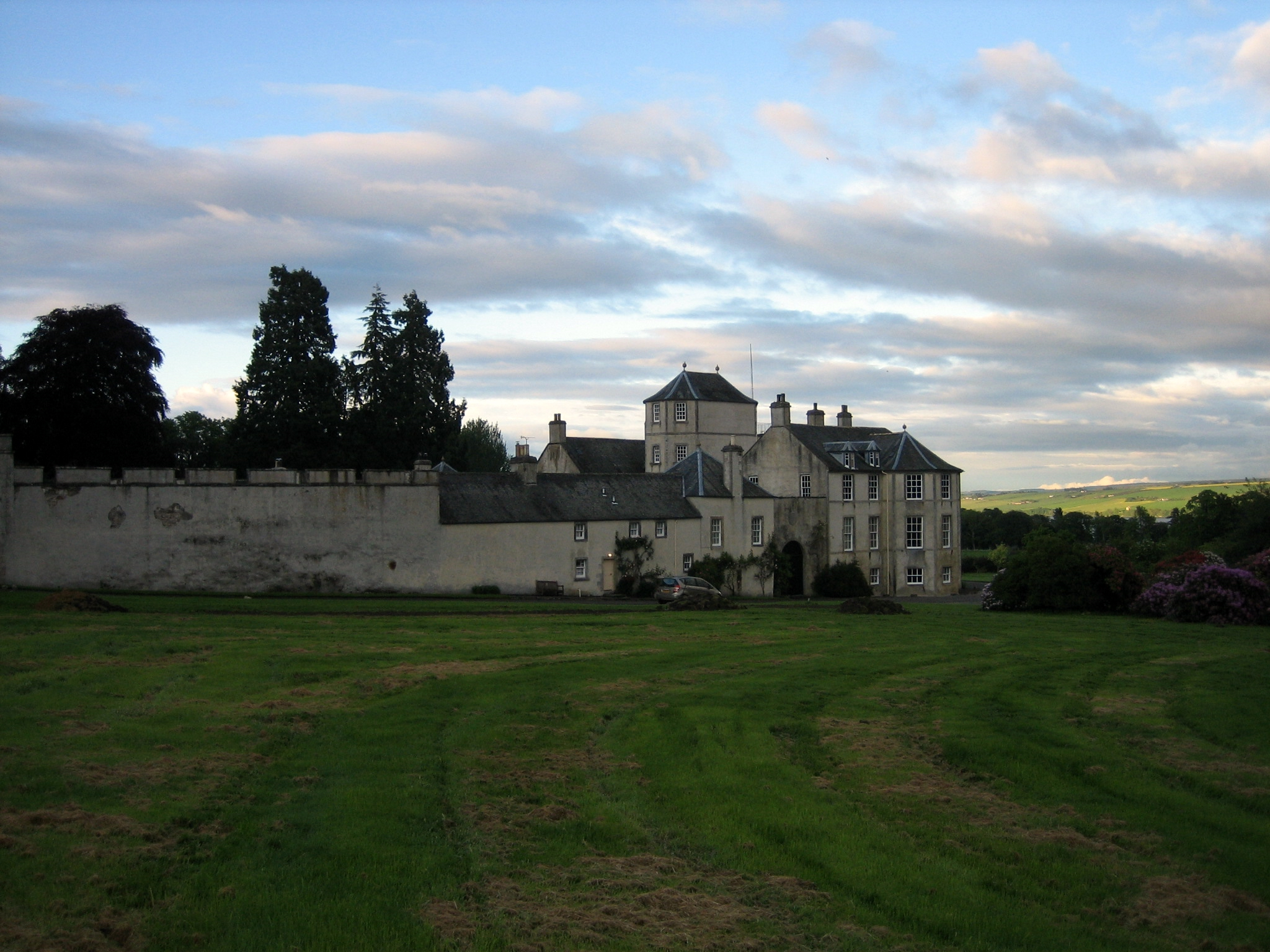
Замок Фоуліс — резиденція вождів клану Манро.

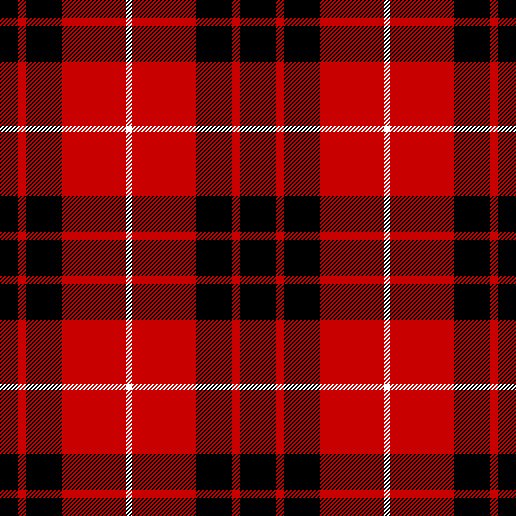
Тартан клану Манро.

Клан Манро (шотл. Clan Munro, шотл. гел. Clan Mac Rothaich) — клан МакРохайх — один з кланів гірської Шотландії (Гайленд). Історично клан Манро жив на землях Істер Росс на півночі Шотландії. Згідно з традицією, засновником клану вважається Дональд Манро, що прибув з північної Ірландії (Ольстера) і оселився на півночі Шотландії в XI столітті. Клан підтримав Роберта Брюса під час війни за незалежність Шотландії. В історичних документах згадується Роберт де Манро (шотл. — Robert de Munro), що помер 1369 року. Історичною резиденцією вождів клану Манро був замок Фоуліс. Тому цей клан ще називають Манро з Фоуліса. У XV—XVI століттях клан Манро ворогував і воював з кланом Макензі. У XVII столітті клан Манро брав участь у Тридцятилітній війні, воюючи «на підтримку протестантів». Під час громадянської війни в Шотландії клан підтримував то роялістів, то ковенанторів — в різний час. Вождь клану Манро підтимав Славну революцію 1688 року. Під час повстання якобітів у XVIII столітті клан підтримав ганноверську династію і британський уряд.
Гасло клану: Dread God — Боюсь тільки бога.
Військова пісня: Caisteal Folais 'na Theine — Замок Фолайс нашого вождя.
Символ клану: паросток плауна (Lycopodium clavatum).
Музика волинки: Bealach na Broige — Беллах на Бройге — Шлях і черевики

## Історія клану Манро

### Походження
Згідно з історичними переказами та традиціями, клан Манро заснував в XI столітті переселенець з північної Ірландії (Ольстера) Дональд Манро (ірл. Donald Munro) — син вождя ірландського клану О'Кахайн (ірл. Ó Catháin) або О'Кайн (ірл. O'Kain). Дональду Манро були подаровані землі королем Шотландії Малкольмом II за вірну службу під час війни з вікінгами. Ці землі з того часу були відомі як Фіріндональд (шотл. — Ferindonald) — землі Дональда. Це вузька смужка землі довжиною 8 миль, що пролягає вздовж північного берега Кромарті Ферт (шотл. — Cromarty Firth) від Дінгоулл до Алнессу. Були також володіння клану Манро північніше — в землях Сазерленд, деякі люди з клану Манро жили південніше — на Чорному Острові.
Згідно з історичною традицією, онук Дональда Манро — Х'ю Манро був першим, хто отримав титул барон Фоуліс. Він помер 1126 року. Історик Олександр Нісбет (шотл. — Alexander Nisbet) писав, що Джордж Манро — V барон Фоуліс отримав грамоту від графа Сазерленда під час правління короля Шотландії Олександра II, але цей документ не зберігся.
Назви клану Манро гельською мовою — Рохах (гельск. — Rothach), Ройх (гельск. — Roich), Мак Рохайх (гельск. — Mac Rothaich). Назва означає — нащадки Ро. В Ірландії є річка Ро (ірл. Roe). Згідно з історичними переказами, саме з долини річки Ро походять люди клану Манро. Але це було записано тільки у XVII столітті і жодних інших документальних підтверджень цьому немає.

### XIV століття
Під час війни за незалежність Шотландії клан підтримав Роберта Брюса — майбутнього короля вільної Шотландії. VI барон Фоуліс привів клан на битву під Баннокберн 1314 року. Роберт Манро лишився живим, але його син Джордж був вбитий під час битви. Проте, був уже онук — теж Джордж, який успадкував титул барона та вождя клану. Цей Джордж Манро привів клан на битву під Халідон, де він і загинув 1333 року.
Перша людина з клану Манро про яку збереглися історичні документи, це Роберт де Манро — VIII барон Фоуліс, що помер 1369 року. Він був одружений з родичкою графа Росс. Були королівські грамоти, що підтверджували його право на володіння землями та замками. Зокрема, грамоти короля Шотландії Девіда II, в тому числі грамота 1350 року щодо замку Страхскехех (гельск. — Strathskehech) та Естірфоуліс (гельск. — Estirfowlys). Приставку «де» принесли в Шотландію нормани після норманського завоювання Англії. Не ясно, чи це просто мода на гучні титули, чи клан Манро мав зв'язки з норманськими феодалами. Робер Манро загинув у бою захищаючи Уллема III (гельск. — Uilleam III) — графа Росс 1369 року. Його син — Х'ю Манро отримав королівські грамоти на замки Страхскехех та Весстір Фовліс, який він отримав від Євфимії І — графині Росс 1394 року.

### XV століття— війни кланів
1411 року спалахнула ворожнеча між Робертом Стюартом, герцогом Олбані та Домналом Островитянином — лордом Островів та графства Росс. Ворожнеча призвела до відкритої війни та битви під Харлоу, в якій взяв участь клан Манро. Вождь клану — Х'ю Манро — ІХ барон Фоуліс підтримав Лорда Островів. Клан Манро воював в складі армії Лорда Островів проти армії рівнинних шотландських кланів на чолі з Олександром Стюартом — графом Мар. 1428 року клан Манро отримав від короля Шотландії Якова III «прощення за минулі злочини», коли король приїхав в Інвернесс для утвердження своєї влади в гірській Шотландії.
1452 року була чергова війна кланів. Приводом для війни було те, що клан Маккензі взяв у заручники племінника графа Росс. Під час цієї війни відбулась битва під Белах нам Бройг (гельск. — Bealach nam Broig), що на північний схід від гори Бен Вивіс (гельск. — Ben Wyvis). Клани Манро та Дінгволл врятували заручника і злищили багато ворогів графа Росс, але ціною величезних втрат. Два роки по тому, 1454 року, Джон Манро — І Мілтаун, дядько вождя клану Манро здійснив військовий похід в Пертшир. Під час повернення з походу вони потрапили в засідку, яку влаштував клан Макінтош (Мак ін Тойших). Відбулась битва, яка ввійшла в історію як битва під Клахнагаррі.
1495 року король Шотландії Джеймс зібрав в Глазго асамблею вождів кланів і вожді кланів Манро та Макензі теж взяли в ній участь. 1497 року МакДональд Лохалш повстав проти короля і напав на землі Россшир, де він був розбитий у битві під Друмхатт (гельск. — Drumchatt) загонами кланів Манро та Маккензі. Про це пише історик Дональд Грегорі у XIX столітті. Проте, історик Олександр Маккензі у тому ж XIX столітті заперечує це. Він пише, опираючись на праці історика сера Роберта Гордона (XVII століття), що клани Марно і Маккензі в той час ворогували, клан Манро не брав участь у битві 1497 року, і в битві під Друмхатт 1501 року воювали один проти одного.
1500 року клан Манро почав будівництво замку Мілнтаун, що протистояв клану Росс і був надто близько до замку Балнагоун.

### XVI століття— війни кланів тривають
На початку XVI століття спалахнуло повстання Домналла Дува (Домналла Чорного) — вождя клану МакДональд проти короля Шотландії. Приводом до повстання було те, що вожді клану МакДональд були позбавлені титулів лорд Островів та граф Росс. Камерон Лохіел подтримав повстання Домналла Дува. 1502 року король доручив графу Хантлі, лорду Ловат, вожду клану Манро — Вільяму Манро з Фоуліса виступити в Лохабер проти повстанців. 1505 року Вільям Манро загинув «за справу короля» — він був вбитий Камероном Лохіелом. Згідно з історичними переказами клану Камерон, клан Камерон переміг спілку кланів Манро та МакКей в битві під Ахнахеллах 1505 року. Домналл Дув був схоплений 1506 року — на цьому його повстання закінчилось. Того ж року Еван Камерон був страчений.
30 квітня 1527 року був підписаний договір союзу кланів в Інвернесс: його підписали — вождь клану Гектор Манро з Фоуліса, вождь Джон Кемпбелл Кавдоський — лицар Калдеру, вождь клану Гектор Макінтош — керівник союзу кланів Хаттан, вождь клану Х'ю Роуз Кільварокський та Дональд Слітський. 1529 року був підписаний договір між Гектором Манро — ХІІІ бароном Фоуліса та лордом Фрейзером Ловаті про спілку і взаємний захист.
1544 року Робер Манро — XIV барон Фоуліс підписав договір про дружбу та спілку з вождем клану Росс Болнагован. 1534 року король Шотландії Яків V вважав клан Манро великою бойовою силою. 1547 року Роберт Манро «зі своїми друзями та послідовниками прийшов протистояти англійцям, які напали на Шотландію» і був вбитий у битві під Пінкі Клев. 1549 року Дональд Манро, декан островів, відвідав замок Фінлагган — резиденцію вождів клану МакДональд.
Робер Мор Манро — XV барон Фоуліс був переконаним і відданим другом корол Марії Стюарт і захищав її сина Джеймса VI. Коли Марія Стюарт прийшла до замку Інвернесс 1562 року, ворота замку були зачинені перед нею. Тоді клан Манро взяв замок в облогу і здобув його для королеви.
У 1569—1573 роках Ендрю Манро — V Мілнтаун захищав замок Ханонрі Росс, який він отримав від регента Морії, від клану Маккензі. У боях за замок обидва клани втратили дуже багато людей. Потім було перемир'я і замок був переданий клану Маккензі по «акту умиротворення». 1597 року відбулася битва під Логібрайд між кланами Манро та Байн проти кланів Маккензі та МакЛауд Раасей.

### XVII століття

#### Тридцятилітня війна
На початку XVII століття клан Манро брав участь у Тридцятилітній війні на континенті. Роберт Манро — XVIII барон Фоуліс, відомий як «Чорний Барон» і 700 воїнів з клану Манро разом з людьми з клану МакКей приєднались до армії Густава Адольфа на захист протестантизму.

#### Громадянська війна
Під час громадянської війни на Британських островах клан Манро та його вождь генерал Манро Обсдейл обложили та взяли штурмом замки Друм та Хантлі. У 1642—1647 роках він командував армією шотландських ковенанторів в Ірландії. Офіцери з клану Манро були в армії ковенанторів в битві під Філіфау 1645 року.
Сер Джордж Манро — І Ньюмор воював в Ірландії на боці ковенанторів, потім став роялістом після того, як його дядько Роберт Манро був кинутий за ґрати 1648 року Кромвелем. У вересні 1648 року Джордж Манро переміг передові сили Арчібальда Кемпбелла — І маркіза Аргайлла в битві під Стірлінгом.
1649 року полковник Джон Манро Лемлайрський, як рояліст, взяв участь в облозі Інвернессу. В цей час Джеймс Грем , І маркіз Монтроз — лідер роялістів ввійшов з армією в Россшир, сподіваючись на підтримку північних гірських кланів. Але клани Манро, Росс, Сазерленд вирішили підтримати шотландський уряд ковенанторів Аргайлу. Клан Манро на чолі з Джоном Манро Лемлайрським розбили армію вторгнення у битві під Карбісдейл 1650 року.
1651 року багато людей розчарувалися в англійському парламенті і перейшли на бік роялістів. Вільям Манро був одним з чотирьох людей з клану Манро, що потрапили в полон під час битви під Вустером і були заслані до Америки. Карл II відновив монархію 1660 року. Брат вождя клану Манро — Джордж Манро — І Ньюмор повів армію короля в Шотландію 1674 року, а потім 1677 року.
1689 року сер Джон Манро — IV баронет був одним з тих шотландських аристократів, що висунули офіційну пропозицію віддати шотландську корону Вільгельму Оранському і його королеві. Того ж року Джордж Манро — І Авхінбові командував армією роялістів і розбив якобітів в битві під Данкелдом.

### XVIII століття

#### Повстання якобітів 1715 року
Багато шотландців були незадоволені тим, що Шотландія втратила свою незалежність і стала частиною Великої Британії в результаті династичних інтриг, а тепер ще й 1707 року були об'єднані парламенти Англії і Шотландії. При владі була Ганноверська королівська династія. Чимало людей сподівалися, що вдасться відновити владу шотландських королів з династії Стюартів, а там і незалежність Шотландії. 1715 року спалахнуло повстання якобітів. Відбулась сутичка під Алнесс: Вільям Макензі — V граф Сефорт привів армію чисельністю 3000 чоловік на підтримку якобітів, що почала бойові дії з шотландськими загонами, лояльними до британського уряду, якими командував граф Сазерленд, і які включали загони клану Манро на чолі Робертом Манро — VI баронетом Фоуліс, а також загони кланів МакКей та Роуз на чолі з лордом Рей. У результаті бойових дій велика частина земель клану Росс була розграбована та сплюндрована. Постраждали і землі клану Манро. У відповідь клан Манро здійснив напад на землі кланів Макензі та Брахан.
Облога замку Інвернесс закінчилась тим, що якобінський гарнізон клану Макензі на чолі з Фрейзером Ловатським здався в той же день, коли йшла битва під Шеріффмуйр. Сили якобітів були остаточно розбиті в битві під Престоном. Полковник сер Роберт Манро — VI баронет Фоуліс увійшов в місто і замок Інвернесс з 400 воїнами з клану Манро. Потім прибули урядові війська і почали роззброєння повстанців. Під час повстання якобітів далися взнаки кланові суперечки і стара ворожнеча кланів.

#### Чорна Варта і війна проти Франції
1725 року було сформовано шість збройних підрозділів з гірських кланів Гайленду: 1 з клану Манро, 1 з клану Фрейзер, 1 з клану Грант, 3 з клану Кембелл. Ці загони були названі Ам Фрекадайн Дув (гельск. — Am Freacadain Dubh) або Чорна Варта. До 1740 року з цих загонів сформували 43 полк Гайленду, що пізніше перенумерували в 42 полк. Сер Роберт Манро став підполковником. Серед капітанів були його брат Джордж Манро — І Кулкайрн, Джон Манро — IV Ньюмор. У 1745 році лікарем полку був молодший брат Роберта — доктор Дункан Манро.
Перший бій вони прийняли 11 травня 1745 року під час війни з Францією в битві під Фонтенуа. Їм було дозволено «самостійно вибирати спосіб ведення бою». Як тільки французи відкрили вогонь, сер Роберт Манро наказав своїм людям «плюхатись на землю». Сам же командир стояв позаду з букетом квітів. Тоді вперше в європейській тактиці піхоти був застосований вогонь поперемінної стрільби з укриття. Вони кілька разів відбили атаку французької кавалерії.

#### Повстання якобітів 1745 року
У червні 1745 року, через місяць після битви під Фонтенуа, сера Роберта Манро — VI баронета Фоуліса було призначено полковником англійського 37 піхотного полку, що було приниженням для шотландця. Коли спалахнуло чергове повстання якобітів, його друзі в горах сподівалися, що він буде на їх стороні. Але клан Манро і полковник Манро підтримали британський уряд.
Вождь клану Манро — сер Роберт Манро брав участь у битві під Фолкерк 1746 року. 37 англійський полк, яким командував Роберт Манро ганебно втік з поля бою, полковник був оточений атакуючими якобітами. Роберт Манро відстрілювався до останнього перш ніж загинув від кулі якобітів. Якобіти віддали особливу шану гідному супернику — хороброму шотландцю — Роберта Монро поховали з почестями в могилі Джона Грема, що загинув у першій битві під Фолкерк 1298 року. Ці могили і нині можна побачити на кладовищі в Фалкірк.
Син Роберта Манро — сер Гаррі Манро — VII баронет, що служив як офіцер у горян Лаудона, був захоплений в полон під час битви під Престонпанс у вересні 1745 року. Він повернувся додому і побачив свій родовий замок Фоуліс в руїнах — він був частково зруйнований під час битві під Фолкерк. Через кілька місяців після битви під Фолкерк якобіти були розбиті в битві під Куллоден урядовими силами. Повстання було придушене. Загони Гаррі Манро і клан Манро продовжували деякий час охороняти нагір'я, але 1748 року ці збройні сили були розформовані. Гаррі Манро відновлював замок і він набув офіційного георгіївського стилю, а не фортеці.
1754 року лейтенанту Гектору Манро — VIII Новару було наказано вирушити з армійським загоном в Баненох і придушити останні осередки повстанського руху. Був схоплений останній повстанський командир — Джон Дув Камерон, що був відомий як «Сержант Мор».

### ХІХ— ХХ століття

#### Відомі і видатні люди клану Манро
- Сер Гектор Манро — VIII Новар (1726—1805) — шотландський генерал британської армії. Успішно воював в Індії.
- Сер Томас Манро — І баронет Лінтеріт (1761—1827) — шотландський генерал британської армії. Успішно воював в Індії.
- Джон Манро — ІХ Тенініх (1778 — ?) — шотландський генерал британської армії. Успішно воював в Індії.
- Джеймс Монро  — військовий. Воював з москалями. Нагороджений орденом Хрест Вікторії під час Кримської війни.
- Ендрю Манро (1869—1935) — видатний математик, викладач і скарбник Квінс-коледжу в Кембриджі з 1893 по 1935 рік. На його честь була заснована стипендія Манро.
- Сер Х'ю Манро — IV баронет Ksylthsn (1856—1919) був одним із засновників шотландського клубу альпінізму і склав перший науковий список всіх гір Шотландії вище 3000 футів — їх стали називати «вершини Манро».

З гілки Авхінбові-Беркрофт клану Манро:
- Джон Манро — відомий хірург.
- Олександр Монро І
- Олександр Монро II
- Олександр Монро ІІІ  — всі троє були професорами анатомії в Единбурзькому університеті.

З гілки Фіріш клану Манро: Чотири покоління Манро були відомими лікарями в Бедламі.
- Ян Манро  — відомий медичний журналіст, був редактором медичного журналу «Ланцет» (The Lancet) у 1980 році.
- Сер Девід Манро — віце-маршал авіації королівських ВВС. Був директором медичного обслуговування ВВС у 1921—1930 роках, і ректором університету Сент-Ендрюс у 1938—1946 роках.

## Духовенство з клану Манро
З клану Манро вийшли відомі церковні діячі Шотландії.
- Ендрю Манро (пом. 1454) — архідиякон графства Росс і короткий час єпископ графства Росс.
- Сер Дональд Монро був деканом Островів і в 1549 році написав «Опис західних островів Шотландії».
- Джон Манро Тайн (пом. 1630) був лідером пресвітеріанської церкви.
- Преподобний Роберт Монро (1645—1704) був католицьким священиком, що переслідувався за свої переконання і помер в ув'язненні.

## Замки клану Манро
- Замок Фоуліс — резиденція вождів клану Манро.
- Замок Мілнтаун — резиденція вождів септи Манро МілнТаун.
- Замок Ньюмор — резиденція вождів септи Манро Ньюмор.
- Замок Тенініх — резиденція вождів септи МанроТенініх.
- Замок Балконі — резиденція вождів септи Манро Балконі.
- Замок Новар-Хаус — резиденція вождів септи Манро Новар.
- Замок Лемлайр — резиденція вождів септи Манро Лемлайр.
- Замок Контулліх — збудований в XI столітті. Належав різним септам клану Манро.
- Замок Аллан біля Таїн.
- Замок Андрос — раніше належав клану Манро, потім перейшов до клану Метісон.
- Замок Лох-Слін біля Таїн — належав клану Манро, у XVII столітті перейшов у володіння клану МакКензі.

## Вождь клану Манро
Успадкування титулу і посади вождь клану в Шотландії успадковується традиційно по чоловічій лінії. Лінія вождів клану мало не урвалася. XI баронет Фоуліс — вождь клану Манро мав двох синів, що померли і старшу дочку — Єву Маріон Манро. Вона вийшла заміж за Кола К. Х. Гаскойгне, їх син Патрік взяв собі прізвище Манро і успадкував посаду вождя клану. Але по закону титул баронета Фоуліс може спадкуватись тільки по чоловічій лінії. Нащадком першого баронета Манро був сер Гектор Манро (пом. 1635 року), він мав двоюрідного брата, що став XI баронетом Фоуліс. Сер Джордж Гамільтон Манро — ХІІ баронет Фоуліс (1864—1945). Нинішній баронет Фоуліс — сер Ян Манро Кеннет — XVII баронет Фоуліс.